# Leonard Cohen
Leonard Norman Cohen (født 21. september 1934, død 7. november 2016) var en canadisk digter, forfatter, sangskriver og sanger.

## Baggrund
Cohen blev født i en jødisk familie af højere middelstand, der boede i den jødiske bydel i Montreal kaldet Westmount. Han var efterkommer af immigranter fra Litauen og Polen. Leonard Cohen havde to børn, Adam født i 1972 og Lorca født i 1974. Leonard Cohen var bosat i Los Angeles i USA.
Han havde to universitetsgrader i litteratur fra to universiteter fra McGill (1951-1955) og Columbia (1956-1957).

## Karriere
Cohen var forfatter, før han blev kendt som sanger og sangskriver. Hans første digtsamling udkom i 1956. Cohen fik stor succes med romanerne 'The Favourite Game' (1963) og 'Beautiful Losers' (1966).
Cohen debuterede som musiker i 1967 med albummet "Songs of Leonard Cohen". Forinden havde han medvirket på albummet Six Montreal Poets i 1957 hvor han læste otte digte op fra hans samling Let Us Compare Mythologies. På albummet medvirkede også andre poeter, A.J.M. Smith, Irving Layton, Louis Dudek, F.R. Scott og A.M. Klein.
Der er indspillet over 2000 covers af Cohens sange og han er blevet en del af både det prestigefyldte Canadian Music Hall of Fame, Canadian Songwriters Hall of Fame og the Order of Canada, det største canadiske hædersbevis.
Da han allerede havde haft succes som skønlitterær forfatter, regnede de fleste med, at hans tid som 'popsanger' ville begrænse sig til et enkelt forsøg. Men i 1969 fulgte albummet 'Songs From A Room' og i 1971 'Songs of Love and Hate'.
I 60'erne brugte Cohen den græske ø Hydra som fast base i Europa.
Efter tre plader på fire år kom der mere uregelmæssighed ind i Leonard Cohens produktion. Succesen for hans plader var også dalende frem til 1988 med undtagelse af hans partnerskab med producer Phil Spector i 1977 og pladen 'Death of A Ladies Man'.
I 1988 udgav han albummet 'I'm Your Man'. Efter 'The Future' i 1992 valgte han at gå i kloster en årrække som buddhistmunk for så at vende tilbage igen i 2001 med "Ten New Songs".
I en lang årrække arbejdede Leonard Cohen sammen med Jennifer Warnes, som især i koncertsammenhæng var en slags coach og vokal kapelmester, og som i 1987 udgav et hyldestalbum, 'Famous Blue Raincoat', udelukkende med sange af Leonard Cohen. I USA fik hun større succes, end han havde haft, mens albummet ikke opnåede samme succes i Europa.
I 2004 samledes Anders Dohn (som havde oversat), Nikolaj Nørlund (som producerede) og en række danske kunstnere (bl.a. Jens Unmack, Under Byen og Povl Dissing) om at lave et album med Leonard Cohen-sange på dansk. "På danske læber" udkom i juni 2004 og nåede en førsteplads på den danske albumhitliste. Samme år udkom Cohens albummet "Dear Heather".
Den 21. oktober 2016 udkom hans sidste album "You want it darker" under en måned før hans død og kun to år efter albummet "Popular Problems" fra 22. september 2014.
Leonard Cohen har desuden medvirket i nogle film, dog uden større slagkraft.

## Hallelujah
Sangen "Hallelujah" fra albummet Various positions fra 1984, er et af Cohens allerstørste hits. Sangen fik sit gennembrud gennem coverversioner af John Cale (1991) og Jeff Buckley (1994). 
Sangen har en 6/8 rytme, hvilket giver mindelser om vals og gospel rytmer. Til avisen The Guardian har Cohen fortalt, at han skrev 80 udkast til Hallelujah inden han landede på den endelige version. Sangteksten indeholder blandt andet bibelske referencer, f.eks. til fortællingen om Samson og Dalila. 
Der eksisterer mere end 200 cover-versioner af sangen Hallelujah,  i versioner med blandt andre Bob Dylan, Rufus Wainwright, k.d. lang, Alexandra Burke, Regina Spektor, Willie Nelson, Susan Boyle, Tim Minchin, Bono, Bon Jovi og Justin Timberlake. 
På dansk er sangen indspillet af Tina Dickow og Steffen Brandt, og på norsk af Espen Lind og Kurt Nilsen.

## Diskografi
- Songs of Leonard Cohen (1967)
- Songs from a Room (1969)
- Songs of Love and Hate (1971)
- New Skin for the Old Ceremony (1974)
- Death of a Ladies' Man (1977)
- Recent Songs (1979)
- Various Positions (1984)
- I'm Your Man (1988)
- The Future (1992)
- Ten New Songs (2001)
- Dear Heather (2004)
- Old Ideas (2012)
- Popular Problems (2014)
- You Want It Darker (2016)
- Thanks for the Dance (2019)

### Samlinger
- Cohen, Leonard (1956). Let Us Compare Mythologies. [McGill Poetry Series]. Drawings by Freda Guttman. Montreal: Contact Press.
- The Spice-Box of Earth. Toronto: McClelland & Stewart, 1961.[8]
- Flowers for Hitler. Toronto: McClelland & Stewart, 1964.[8]
- Parasites of Heaven. Toronto: McClelland & Stewart, 1966.[8]
- Selected Poems 1956–1968. Toronto: McClelland & Stewart, 1968.[8]
- The Energy of Slaves. Toronto: McClelland and Stewart, 1972. ISBN 0-7710-2204-2 ISBN 0-7710-2203-4 New York: Viking, 1973.[8]
- Death of a Lady's Man. Toronto: McClelland & Stewart, 1978. ISBN 0-7710-2177-1 London, New York: Viking, Penguin, 1979.[8] – reissued 2010
- Book of Mercy. Toronto: McClelland & Stewart, 1984.[8] – reissued 2010
- Stranger Music: Selected Poems and Songs. London, New York, Toronto: Cape, Pantheon, McClelland & Stewart, 1993.[8] ISBN 0-7710-2230-1
- Book of Longing. London, New York, Toronto: Penguin, Ecco, McClelland & Stewart, 2006.[8] (poetry, prose, drawings) ISBN 978-0-7710-2234-0
- The Lyrics of Leonard Cohen. London: Omnibus Press, 2009.[8] ISBN 0-7119-7141-2
- Poems and Songs. New York: Random House (Everyman's Library Pocket Poets), 2011.
- Fifteen Poems. New York: Everyman's Library/Random House, 2012. (eBook)
- The Flame. London, New York, Toronto: Penguin, McClelland & Stewart, 2018. (poetry, prose, drawings, journal entries)

### Romaner
- The Favorite Game. London, New York, Toronto: Secker & Warburg, Viking P, McClelland & Stewart, 1963.[8] Reissued as The Favourite Game. Toronto: McClelland & Stewart [New Canadian Library], 1994. ISBN 978-0-7710-9954-0
- Beautiful Losers. New York, Toronto: Viking Press, McClelland & Stewart, 1966. Toronto: McClelland & Stewart [New Canadian Library], 1991. ISBN 978-0-7710-9875-8 McClelland & Stewart [Emblem], 2003.[8] ISBN 978-0-7710-2200-5
- A Ballet of Lepers: A Novel and Stories. McClelland & Stewart, 2022. ISBN 9780771018145.

### Digtes
| Titel            | År   | Først udgivet                                                                     | Genoptryk |
| ---------------- | ---- | --------------------------------------------------------------------------------- | --------- |
| "Steer Your way" | 2016 | Cohen, Leonard (20. juni 2016). "Steer your way". The New Yorker. 92 (18): 64-65. |           |